# Шипоте (Галац)
Шипоте (рум. Șipote) — село у повіті Галац в Румунії. Входить до складу комуни Берешть-Мерія.
Село розташоване на відстані 237 км на північний схід від Бухареста, 80 км на північ від Галаца, 114 км на південь від Ясс.

## Населення
За даними перепису населення 2002 року у селі проживали 102 особи, усі — румуни. Усі жителі села рідною мовою назвали румунську.